# San Felices (Agüero)
San Felices es una localidad española perteneciente al municipio de Agüero, en la Hoya de Huesca, provincia de Huesca (Aragón). Su distancia a Huesca es de 44 km y se accede a él desde Agüero por la carretera HU-534.

## Historia
- En el año 1104 el rey Pedro I de Aragón dio a la catedral de Huesca la novena que pagaban los pobladores "Sancti Felicis" por los montes de Agüero (Ubieto Arteta, Colección diplomática de Pedro I, n.º. 148, p. 415)
- En el año 1105 la reina Berta, viuda de Pedro I de Aragón, repitió la donación precedente (Ubieto Artera, Colección diplomática de Pedro I, n.º.150, p. 417-418)

## Monumentos

### Monumentos religiosos
- Iglesia parroquial dedicada a San Bernardo